# 艾尔河畔利涅尔
艾爾河畔利涅尔（法語：Lignières-sur-Aire，法語發音：[liɲɛʁ syʁ ɛʁ]）是法国默兹省的一个市镇，属于科梅尔西区。

## 地理
艾尔河畔利涅尔（48°48'32"N, 5°22'56"E）面积9.3 平方千米，位于法国大東部大區默兹省，该省份为法国西北部内陆省份，北与比利时接壤，西接马恩省和阿登省，南至上马恩省和孚日省，东临默尔特-摩泽尔省。
与艾尔河畔利涅尔接壤的市镇（或旧市镇、城区）包括：博德雷蒙、巴鲁瓦地区库尔塞勒、达贡维尔、拉瓦莱、勒翁库尔、梅尼勒欧布瓦。

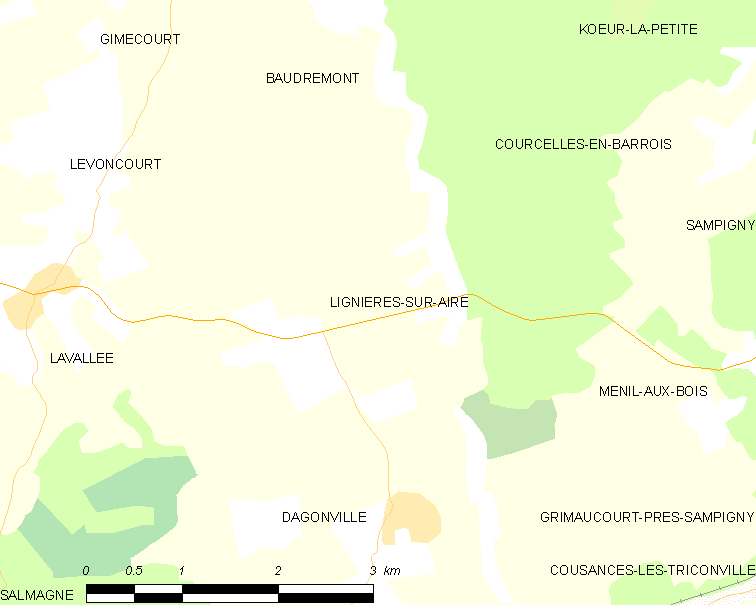
艾尔河畔利涅尔的OSM定位图

艾尔河畔利涅尔的时区为UTC+01:00、UTC+02:00（夏令时）。

## 行政
艾尔河畔利涅尔的邮政编码为55260，INSEE市镇编码为55290。

## 政治
艾尔河畔利涅尔所属的省级选区为默兹河畔迪约县。

## 人口

1962-2008年间艾尔河畔利涅尔人口变化图示

艾尔河畔利涅尔于2022年1月1日时的人口数量为52人。